# Allium oltense
Allium oltense är en amaryllisväxtart som beskrevs av Aleksandr Alfonsovitj Grossgejm. Allium oltense ingår i släktet lökar, och familjen amaryllisväxter. Inga underarter finns listade i Catalogue of Life.